# دیود شاکلی

نماد شماتیکی دیود شاکلی

دیود شاکلی (به انگلیسی: Shockley diode) یک دیود چهارلایهٔ PNPN است. پایه‌های خارجی این دیود آند و کاتد نام دارند. از ویژگی‌های این دیود این است که در حالت قطع می‌تواند ولتاژ زیادی (در حدود چندصد ولت) را تحمل کند، و وقتی دیود در حالت وصل قرار می‌گیرد می‌تواند جریان‌های زیاد تا چند آمپر را نیز از خود عبور دهد. با توجه به این مشخصه‌ها می‌توان از این دیود به عنوان کلید الکترونیکی در صنعت استفاده کرد.
دیودهای شاکلی اغلب برای کاربردهای سوئیچینگ مورد استفاده قرار می‌گیرند. دو کاربرد مهم و اصلی دیود‌های شاکلی، یعنی نوسان‌ساز غیرخطی یا واهُلِشی (Relaxation) و سوئیچ تریگری است.